# Jason Livermore
Jason Livermore (né le 25 avril 1988) est un athlète jamaïcain, spécialiste des épreuves de sprint.

## Biographie
En 2013, à Kingston, lors des championnats de Jamaïque sélectifs pour les mondiaux de Moscou, Jason Livermore se classe troisième de l'épreuve du 200 mètres, derrière Warren Weir et Nickel Ashmeade et en l'absence d'Usain Bolt, en améliorant son record personnel sur la distance avec un temps de 20 s 13 (+ 0,9 m/s). Lors de ces mêmes championnats, il porte son record personnel sur 100 mètres à 10 s 07 (+ 0,5 m/s).
En décembre 2016, Jason Livermore est testé positif lors d'un contrôle antidopage. En janvier 2018, il est suspendu pour deux ans, à compter du 26 octobre 2017.

## Palmarès
| Date | Compétition                        | Lieu     | Résultat | Épreuve   | Temps         |
| ---- | ---------------------------------- | -------- | -------- | --------- | ------------- |
| 2013 | Champ. d'Am. cent. et des Caraïbes | Morelia  | 3e       | 200 m     | 20 s 29       |
| 2013 | Champ. d'Am. cent. et des Caraïbes | Morelia  | 2e       | 4 x 100 m | 38 s 86       |
| 2014 | Relais mondiaux de l'IAAF          | Nassau   | 1er      | 4 × 200 m | 1 min 18 s 63 |
| 2014 | Jeux du Commonwealth               | Glasgow  | 3e       | 200 m     | 20 s 26       |
| 2014 | Jeux du Commonwealth               | Glasgow  | 1er      | 4 × 100 m | 37 s 58       |
| 2015 | Relais mondiaux de l'IAAF          | Nassau   | 1er      | 4 × 200 m | 1 min 20 s 97 |
| 2015 | Jeux panaméricains                 | Toronto  | 7e       | 100 m     | 10 s 17       |
| 2015 | Championnats NACAC                 | San José | 4e       | 100 m     | 10 s 13       |
| 2015 | Championnats NACAC                 | San José | 1er      | 4 x 100 m | 38 s 07       |
| 2015 | Championnats NACAC                 | San José | 5e       | 4 x 400 m | 3 min 06 s 79 |

## Records
| Épreuve | Performance         | Lieu     | Date         |
| ------- | ------------------- | -------- | ------------ |
| 100 m   | 10 s 07 (+ 0,5 m/s) | Kingston | 20 juin 2013 |
| 200 m   | 20 s 13 (+ 0,9 m/s) | Kingston | 23 juin 2013 |